# Добри момичета
„Добри момичета“ (на английски: Good Girls) е американски криминално трагикомичен сериал, създаден от Джена Банс и се излъчва в четири сезона по NBC от 26 февруари 2018 г. до 22 юли 2021 г. В сериала участват Кристина Хендрикс, Рета, Мей Уитман, Рено Уилсън, Мани Монтана, Лидия Джуит, Исак Станард и Матю Лилард. Сериалът е изпълнително продуциран от Банс, Дийн Парисот и Джеан Реншоу за Universal Television. През юни 2021 г. NBC съобщава, че сериалът е спрян след четири сезона.

## В България
В България сериалът започва излъчване по „Фокс Крайм“ на 8 март 2021 г. с разписание всяка делнична вечер от 21:05. Трети сезон започва на 20 април 2022 г. от 21:00. Дублажът е на „Андарта Студио“. Ролите се озвучават от Даринка Митова, Таня Михайлова, Христина Ибришимова, Борис Кашев и Явор Караиванов. Режисьор на дублажа е Кирил Бояджиев.